# حادثة دنشواي
حادثة دنشواي، هو اسم لواقعةٍ جرت في الثالث عشر من حزيران/يونيو عام 1906 في قرية دنشواي في محافظة المنوفية، جنوبي الدلتا في مصر، حيث تطور الأمر بين خمسة ضباط إنجليز وفلاحين مصريين إلى مقتل عدد من المصريين بالنار بينهم امرأة، ووفاة ضابطٍ بضربة شمس. الأهم في القضية والذي خلدها تاريخياً هو رد الفعل الغاشم للسلطة الإنجليزية التي كان مضى ربع قرنٍ على احتلالها مصر وعلى رأسها اللورد كرومر والطريقة المتعجرفة الشنيعة في تنفيذ الأحكام. أدت التفاعلات إلى عزل كرومر وتأجيج الغضب الشعبي ضد المحتل وكل من يتعاون معه.

## الحادثة

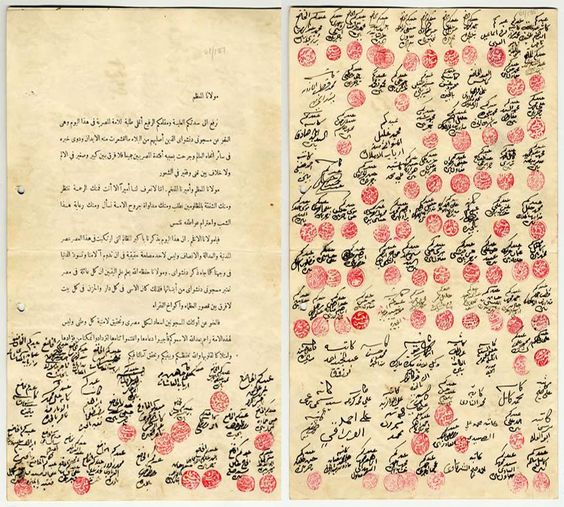
طلب من أعيان مصر للخديوي للعفو عن سجناء دنشواي

أرسلت كتيبة إنجليزية من مائة وخمسين فرداً من القاهرة إلى الإسكندرية وفي الطريق نزلوا للاستراحة. سأل خمسة ضباطٍ عبد المجيد سلطان كبير ملاكي المنطقة عن مكانٍ لصيد الحمام، فدلهم على دنشواي المشهورة بكثرة حمامها، وبالطبع كان الحمام لالتقاط الحب يتجمع عند أجران الغلال وهي أبراج مخروطية من اللبن تُخزّن فيها غلال الموسم.
ما يؤخذ من مجموع مصادر متعددةٍ أن إمام مسجد القرية حسن محفوظ أقبل صائحاً بهم كيلا يحترق التبن في الأجران ويأخذوا حذرهم لوجود النساء والأولاد، لكنهم لم يفهموا ما يقول وأطلق أحد الضباط عياراً أخطأ هدفه وأصاب «أم صابر» زوجة مؤذن المسجد، فوقعت عن الجرن وماتت في الحال، واشتعلت النار في التبن. هجم الإمام على الضابط يجذب البندقية منهُ ويستغيث بأهل البلد صارخاً: «الخواجة قتل المرأة وحرق الجرن. الخواجة قتل المرأة وحرق الجرن». تجمهر الأهالي فيما هرع بقية الضباط لنجدة زميلهم، وعلم العمدة فأرسل في الحال شيخ الخفر («الغفر» بالعامية) وخفيرين لإنقاذ الضباط، وفي خضم الهلع من الطرفين توهم الضباط بأن الخفراء سيفتكون بهم فأطلقوا النار وقتلوا شيخ الخفر. هاج الأهالي أكثر وحملوا على ثلاثة ضباط بالطوب والعصي قبل ما يخلصهم الخفراء، والآخران الكابتن بول قائد الكتيبة وطبيبها هربا عدْواً نحو ثمانية كيلومترات في الحر الشديد حتى وصلا قرية سرسنا حيث وقع الكابتن طريح الأرض وما لبث أن قضى نحبه من ضربة شمسٍ بحسب تقرير الطبيب الشرعي الإنجليزي، وأما الطبيب فركض إلى المعسكر واستصرخ الجند فأسرعوا إلى الكابتن فوجدوه ميتاً وقد تجمع حوله بعض أهالي سرسنا الذين فروا لما رأوهم، فاقتفى الإنجليز أثرهم وقبضوا عليهم إلا واحداً هرب قبل أن يُشدّ وثاقه واختبأ في فجوة طاحونة تحت الأرض فلحقه الإنجليز وقتلوه شر قتلة، (في رواية أخرى أنهم رأوا شاباً محنياً على الكابتن يريد إسعافه بشربة ماءٍ فأقبلوا عليه بالحراب طعناً حتى قضى نحبه).

## المحاكمة
كان رد الفعل الإنجليزي وبالأخص المعتمد البريطاني اللورد كرومر قاسياً جداً وسريعاً، فقد أقام محكمةً عرفيةً عقدت أولى جلساتها في 24 حزيران/يونيو بعد تحقيقٍ دام أحد عشر يوماً فقط، وقدّم 92 قرويًا للمحاكمة بتهمة القتل عمدا،
ألصقت التهمة بستٍ وثلاثين منهم في 28 يونيو 1906 (خلال أربعة أيامٍ). حُكم بإعدام الإمام حسن محفوظ وثلاثة قرويين وآخرون تراوحت أحكامهم بين الأشغال الشاقة المؤبدة (محمد عبد النبي مؤذن القرية زوج أم صابر المقتولة، وآخر) وخمس عشرة سنة وسبع سنين وسنة وآخرون بالجلد خمسين جلدةً، مع أن هيئة الدفاع ترافعت بأن تصرف الفلاحين كان عفوياً وردّ فعلٍ على ظروف الحادثة، وتقرر تنفيذ الأحكام ثانيَ يوم صدورها دونما طعنٍ وفي قرية دنشواي نفسها وأمام الأهالي. تألفت المحكمة من بطرس غالي وزير الحقانية بالإنابة رئيساً وعضوية أحمد فتحي زغلول باشا الأخ الأصغر لـ«سعد زغلول» (الذي كان وقتئذٍ في فرنسا لدراسة القانون وقيل قاطع أخاه بسبب قبوله عضوية المحكمة)، وعضوين إنجليزيين، وكان مدّعي النيابة «إبراهيم الهلباوي». ولم تجر محاكمة لقتلة المغدورين الثلاثة من المصريين.
وللحق نجح الهلباوي ليس فقط بتبرئة ضباط الاحتلال وجنوده من القتل وحرق الأجران، وإنما أيضاً في إثبات أنهم كانوا ضحايا، وأن أهالي دنشواي هم المذنبون، واستخدم فصاحته ومواهبه ليثبت أن حريق جرن الغلال كان متعمداً من قبل الفلاحين لإخفاء معالم جريمتهم التي أرادوا منها التحرش بالضباط. ووفقاً لما نشرته «الأهرام» ادّعى الهلباوي في مرافعته أن:
«الاحتلال الإنجليزي لمصر حرر المواطن المصري وجعله يترقى ويعرف مبادئ الواجبات الاجتماعية والحقوق المدنية».. وقال أيضاً: «هؤلاء الضباط الإنجليز كانوا يصيدون الحمام في دنشواي ليس طمعاً في لحمٍ أو دجاج، ولو فعل الجيش الإنجليزي ذلك لكنت خجلاً من أن أقف الآن أدافع عنهم».. وقال عن الأهالي: «هؤلاء السفلة وأدنياء النفوس من أهالي دنشواي قابلوا الأخلاق الكريمة للضباط الإنجليز بالعصي والنبابيت، وأساؤوا ظن المحتلين بالمصريين بعد أن مضى على الإنجليز بيننا خمسةٌ وعشرون عاماً، ونحن معهم في إخلاص واستقامة!!».

## ردود الفعل
جرى تنفيذ الأحكام بهمجيةٍ تماثل سوية العسف الذي جرى في المحكمة، فقد نفذت في القرية على مرأىً ومسمعٍ من الأهالي الذين ما خرجوا إلا دفاعاً عن أرواحهم وأملاكهم. كتب أحمد حلمي المحرر وقتذاك بجريدة اللواء جريدة الحزب الوطني في وصفه مأساة التنفيذ:
ولئن سادت الدهشة والمفاجأة الشعور العام للشعب المصري بدايةً لصرامة الأحكام وظلمها البيّن، فقد تحول سراعاً إلى غضبٍ عارمٍ مكبوت، فقام مصطفى كامل (1874-1908) مؤسس «الحزب الوطني» بحملةٍ صحفيةٍ داخليةٍ وأخرى دوليةٍ وجولةٍ في أوروبا للتشهير بمظالم الاحتلال وفضح سياسته، وأثار الرأي العام الأوربي حتى في بريطانيا نفسها فكتب الكاتب الإنجليزي الكبير جورج برنارد شو عام 1906:
«إذا كانت الإمبراطورية البريطانية تود أن تحكم العالم كما فعلت في دنشواي، فلن يكون على وجه الأرض واجبٌ سياسيّ مقدسٌ وأكثر إلحاحاً من تقويض هذه الإمبراطورية وقمعها وإلحاق الهزيمة بها».
وكان من نتائج ذلك أنِ استدعتِ الحكومة البريطانية عقب تفاعلات الحادثة اللورد كرومر (1841-1917) بعد ربع قرنٍ (1882-1907) قضاها ممثلاً لها في مصر، وأرسلت خلفه «جورست» بتعليماتٍ بمنح مزيدٍ من الحريات.
أما بطرس غالي فاتخذ من تلك المحكمة وسيلةً تمهِّد له السبيل إلى رئاسة الوزارة (1908-1910)، فلما تولاها أعاد العمل (مارس/آذار 1909) بقانون المطبوعات الهادف لمراقبة الصحف والتضييق عليها لكبح الغليان الشعبي الذي سببته حادثة دنشواي، ووافق على اقتراح شركة قناة السويس بمدّ امتيازها أربعين عاماً أخرى حتى 2008 ودافع عنه في الجمعية العمومية التي رفضته، وهو ما دفع الصيدلي الشاب عضو الحزب الوطني إبراهيم ناصف الورداني ذا الأربعة والعشرين عاماً لاغتياله في (20 فبراير/ 1910) بعد عشرة أيام من عرض تمديد امتياز قناة السويس على الجمعية العمومية، ووصمه في المحكمة بالخيانة لأحكامه في قضية دنشواي، وتأييده مدّ امتياز شركة قناة السويس، ولاتفاقية الحكم الثنائي للسودان (وقعها كوزيرٍ للخارجية عام 1899 بعد حملة استعادة السودان التي دفعت مصر كامل نفقاتها وجاء فيها تركيز كافة السلطات بيد الحاكم الذي يكون إنجليزياً ولايعزل إلا بموافقة بريطانيا، وعدم سريان التشريعات المصرية في السودان).
وأما إبراهيم بك الهلباوي فقد تغير عليه الناس ولقبوه جلاد دنشواي وقاطعه كثير منهم، فلما أحس بفداحة سقطته قرر أن يدافع عن الورداني بنفسه.. ونقلاً عن مذكراته التي أصدرتها «الهيئة العامة للكتاب» عام 1995 وقف في محاكمة الورداني يقول:
«المصريون كلهم كرهوا محاكمة دنشواي، واحتقروا كل من شارك فيها ودافع عن المحتلين الإنكليز.. ولست هنا في مقام التوجع ولا الدفاع عن نفسي.. ومع ذلك أستطيع أن أؤكد أن الشعب المصري يحتقر كل من يدافع عن المحتلين أو يأخذ صفهم أو يبرر جرائمهم.. وأؤكد أيضاً أن مواطنينا لم يقدروا الظروف التي دفعتني أنا وغيري إلى ذلك.. لهذا جئت للدفاع عن الورداني الذي قتل القاضي الذي حكم على أهالي دنشواي بالإعدام.. جئت نادماً أستغفر مواطنينا عما وقعت فيه من أخطاء شنيعة.. اللهم إني أستغفرك وأستغفر مواطنينا»
وتسابق الشعراء والكتاب والصحافة إلى تخليد الحادثة، فكان من أثرها أن تبلور المقت الشعبي للاحتلال الإنجليزي ورفضه، وبقي يعتمل في نفوس المصريين ويشحنهم أكثر فأكثر حتى تفجر في ثورة 1919 العارمة.
قال شاعر النيل حافظ إبراهيم (تابع مدرسة الإحياء والبعث) في الحادثة:
وقال أحمد شوقي (تابع مدرسة الإحياء والبعث):